# Bredsand
Bredsand – miejscowość (tätort) w Szwecji, w regionie administracyjnym (län) Uppsala, w gminie Enköping.
Według danych Szwedzkiego Urzędu Statystycznego liczba ludności wyniosła: 874 (31 grudnia 2015), 1413 (31 grudnia 2018) i 1550 (31 grudnia 2019).